# Marco Langbroek
| 551014 Gorman       | 18 ottobre 2012   |
| 555292 Bakels       | 31 ottobre 2013   |
| 563318 ten Kate     | 27 ottobre 2014   |
| 576466 Scherpenisse | 21 settembre 2012 |
| 669952 Kootker      | 21 febbraio 2013  |
| 677772 Bettonvil    | 18 ottobre 2012   |
| 679552 Efspringer   | 31 ottobre 2013   |

Marco Langbroek (1970) è un astronomo amatoriale olandese di professione archeologo.
Nel 1998 conclude con un master gli studi di preistoria e protostoria avviati nel 1991. Nel 2003 consegue il dottorato in archeologia all'Università di Leida.
Il Minor Planet Center gli accredita la scoperta di quattro asteroidi, effettuate tra il 2012 e il 2014, in parte in collaborazione con Krisztián Sárneczky.
Gli è stato dedicato l'asteroide 183294 Langbroek.